# Lathyromyza abruptis
Lathyromyza abruptis är en tvåvingeart som beskrevs av Fedotova 1991. Lathyromyza abruptis ingår i släktet Lathyromyza och familjen gallmyggor.
Artens utbredningsområde är Kazakstan. Inga underarter finns listade i Catalogue of Life.